# アクチノプラネス属
アクチノプラネス属（アクチノプラネスぞく、Actinoplanes）は放線菌門放線菌綱ミクロモノスポラ目ミクロモノスポラ科の属の一つである。気菌糸を持ち、球状の胞子嚢からは運動性のある胞子を放出する。アクチノプラネス属は、医薬品として有用な二次代謝物を多く生成することで知られており、アカルボースやバリダマイシンの前駆物質であるバリエナミンや、テイコプラニン、ラモプラニンなどが単離できる。